# Kurtziana
Kurtziana (abreviado Kurtziana) es una revista con descripciones botánicas editada por la Universidad Nacional de Córdoba en Argentina desde el año 1961.
Kurtziana es una publicación oficial de la Universidad Nacional de Córdoba, editada por el Museo Botánico desde 1961. En ella se publican trabajos científicos originales de botánica pura o aplicada (taxonomía, morfología, citología, corología, ecología, biología reproductiva, etc.), habiéndose editado 32 volúmenes hasta la fecha.